# Thanh tú
Thanh tú, tên khoa học Evolvulus glomeratus, là một loài thực vật có hoa trong họ Bìm bìm. Loài này được Nees & C. Mart. miêu tả khoa học đầu tiên năm 1823.

## Hình ảnh

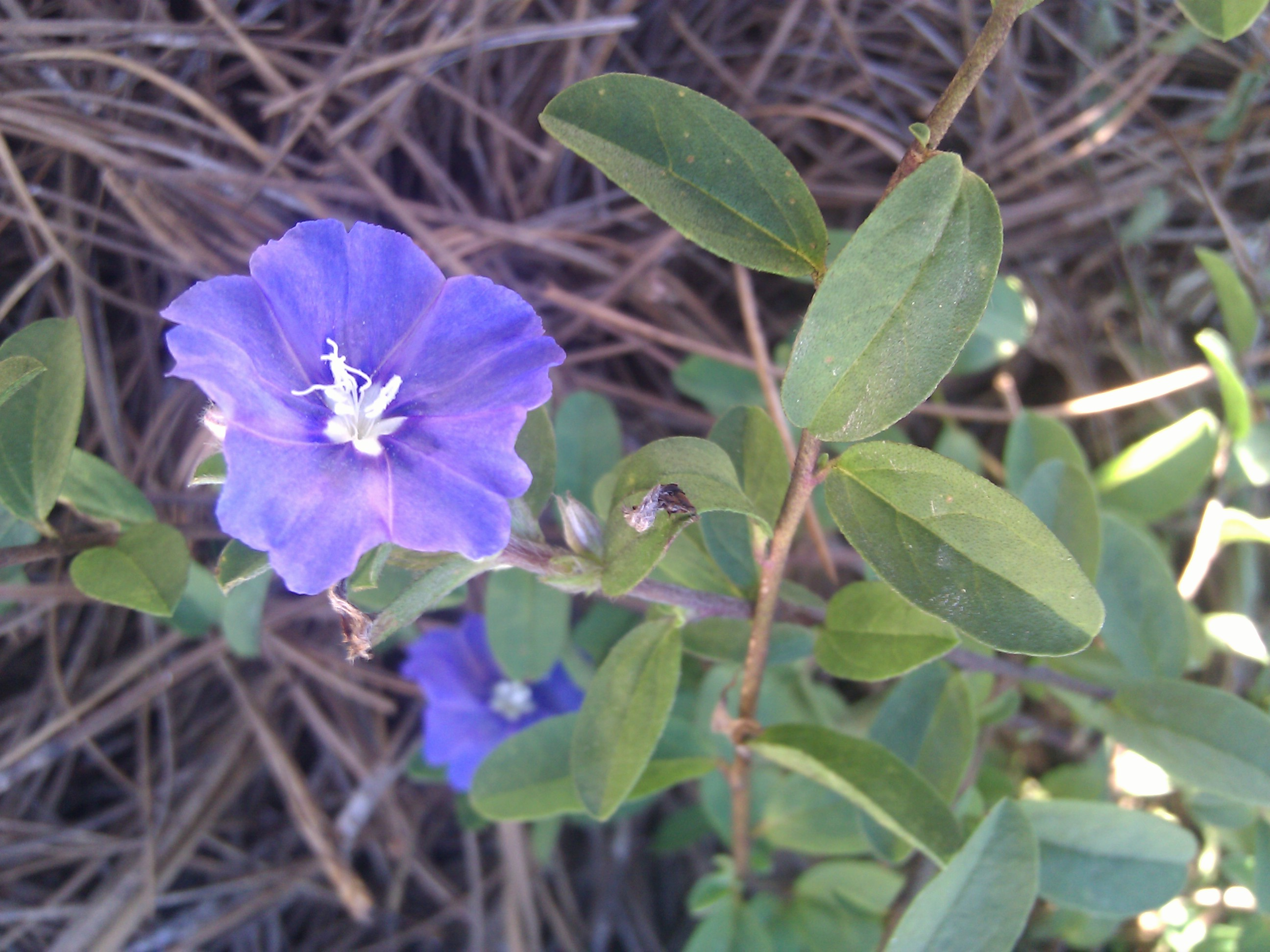
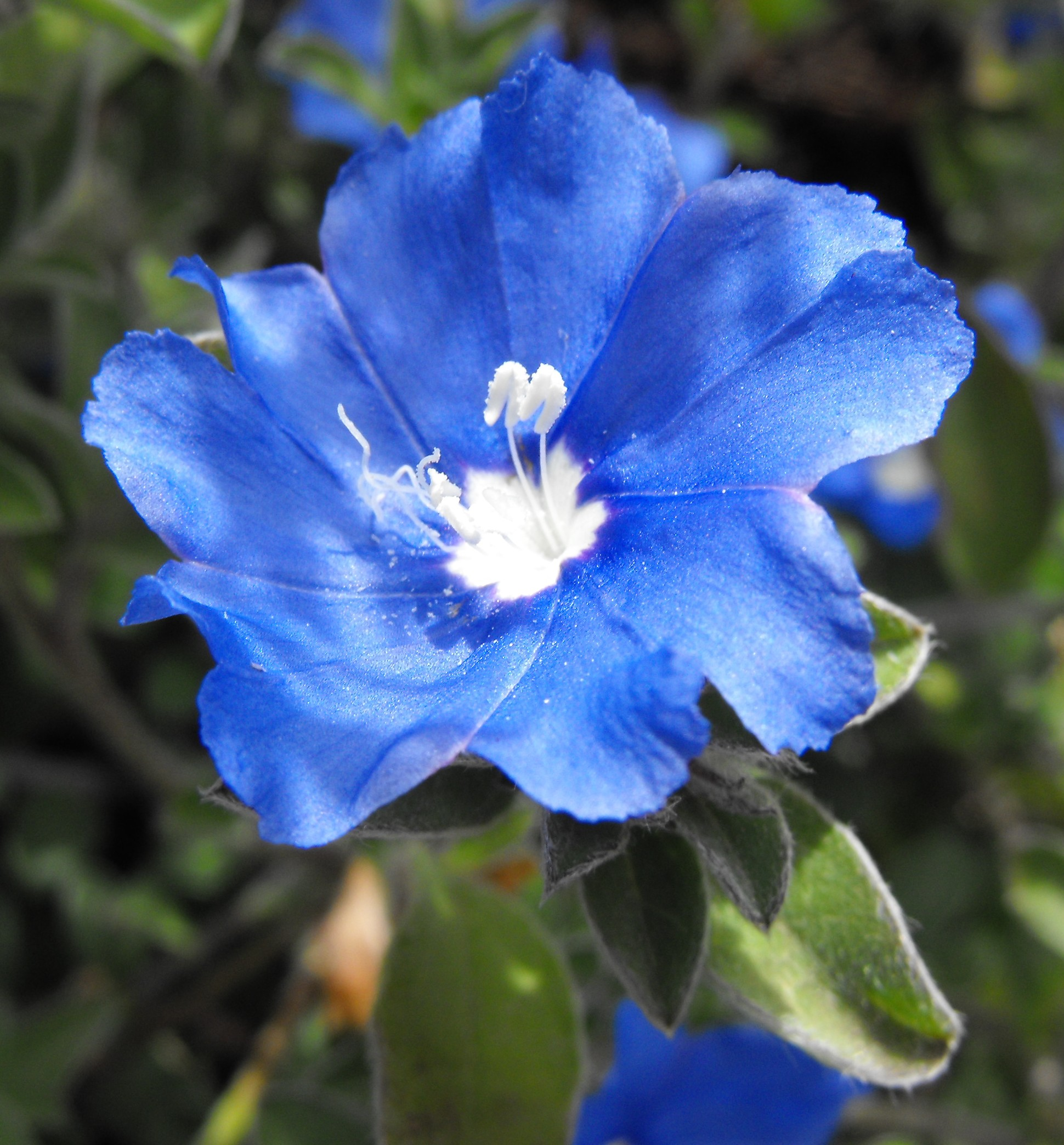
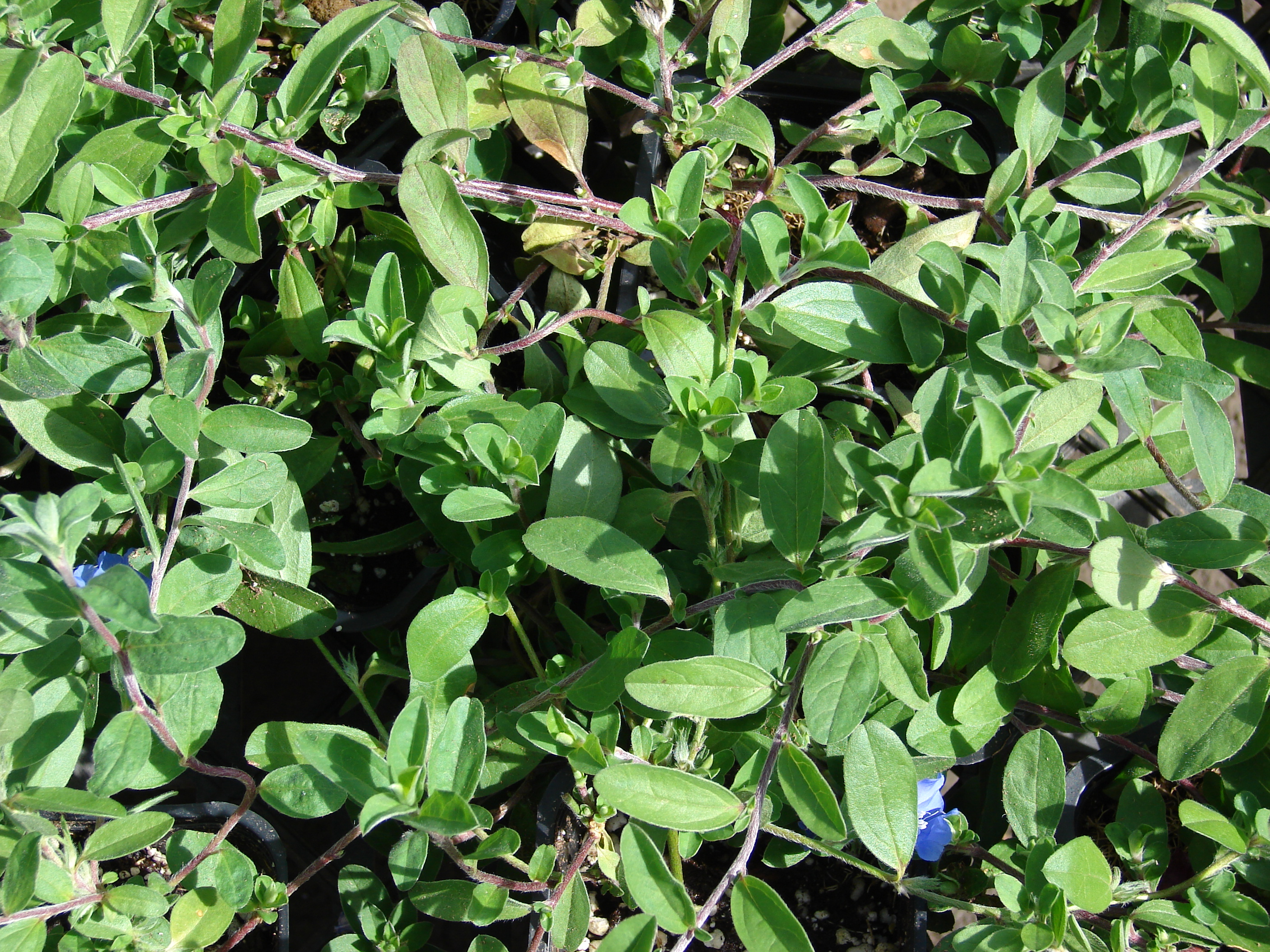
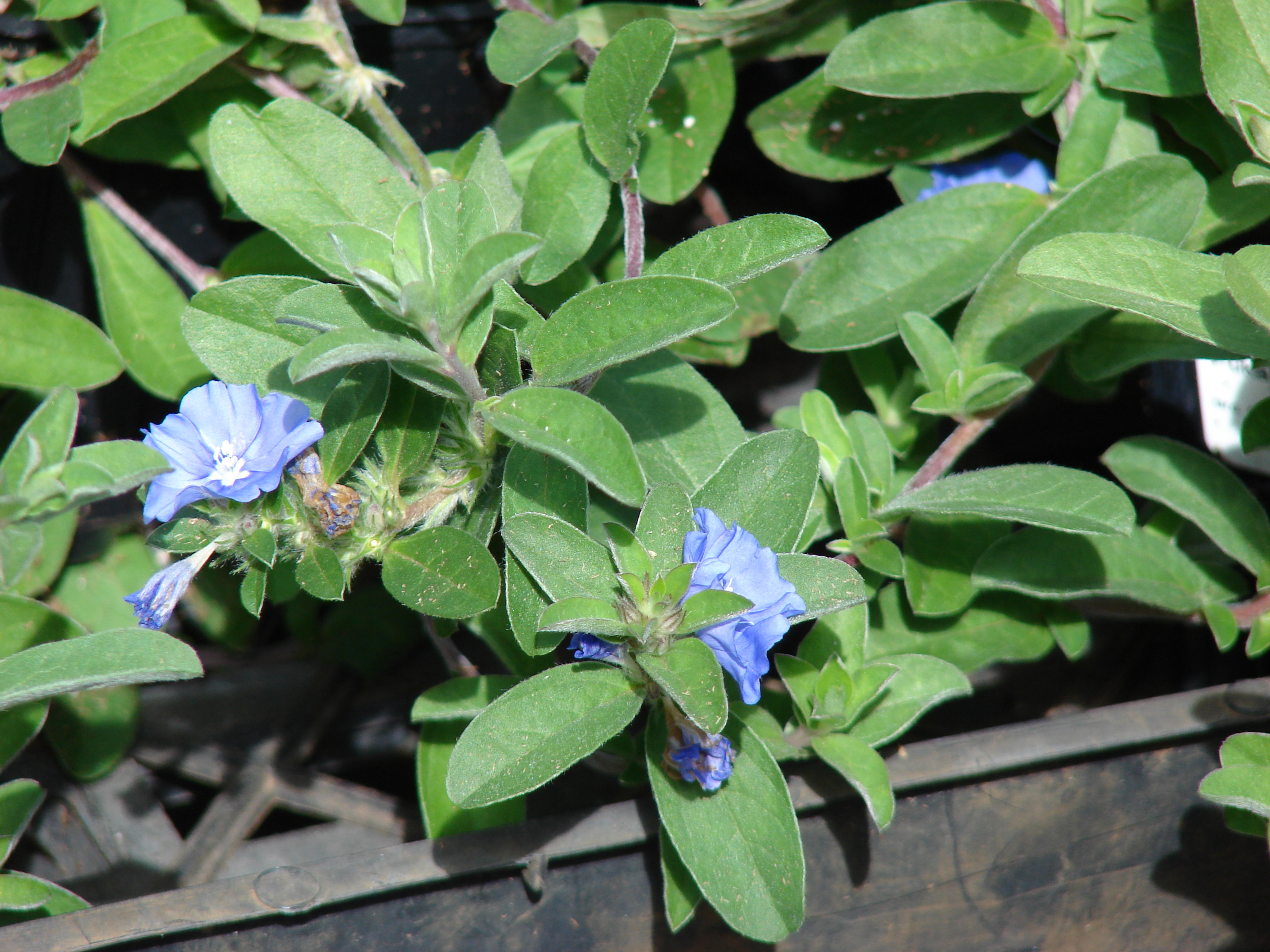